# C19H17N3
化学式C19H17N3（摩尔质量：287.35 g/mol）可能指：
- 副玫瑰苯胺（碱性红9、副品红），CAS号：479-73-2
- 1,2,3-三苯基胍，CAS号：101-01-9

|  | 这个同类索引页列出了具有相同分子式的化学物（即同分異構體）条目。 除非您是有意链接至本页，否则应将相应条目的内部链接指向正确的条目。 |